# Maimai版本列表
本条目描述maimai的发展历史以及各代的更新详情。

## 旧框体（日本版/海外版）

### 初代maimai及PLUS（2012年7月至2013年7月[a]）
2011年12月16日至18日，初代maimai首次舉行場測，在正式推出前總共有5次場測，全數均在首都圈內進行。2012年7月12日，maimai正式推出，其概念是源自於舞蹈，SEGA指隨著舞蹈特徵明顯的日本偶像歌曲大賣，而且不少學校亦規定舞蹈為必修科目，舞蹈亦逐漸成為年輕人的一部份，因此推出了maimai。初代maimai收錄了AKB48的《無限重播》、《Everyday、髮箍》、生物股長的《JOYFUL》、巡音流歌和GUMI合唱的《Happy Synthesizer》、巡音流歌的《LukaLuka★NightFever》以及俄羅斯方塊插曲，Team DEKARIS。的《Sweets×Sweets》。8月20日，SEGA舉行了maimai girl選舉，參加者只要通過機台拍攝遊玩過程上載至niconico動畫，以播放次數和娛樂度等為參考，最能夠傳達maimai樂趣的玩家便能獲獎，第一名和第二名均有機會出演網上廣告、宣傳活動以及在maimai的音樂影片中亮相，其後在10月8日於東京原宿舉行的頒獎禮中，由模特兒鈴木奈奈頒獎。11月26日，《Jingle Bells》以期間限定的形式正式推出，並且成為第一首有MASTER譜面的歌曲。12月13日，初代maimai更新為maimai PLUS，新增Kyary Pamyu Pamyu的《戴上假睫毛》、《CANDY CANDY》、家入里歐的《薩布麗娜》、米津玄師的《GoGo幽靈船》以及千本櫻等等，同時首次加入Rank SS評分級別，達成率達100%或以上便會取得Rank SS，PLUS以前取得ALL PERFECT的歌曲會自動評為Rank SS，而且同一首歌曲首次可以選擇不同等級的譜面互相對戰，同時亦增設調較光暗度以及遊玩前讀取AIME卡資料等功能，另外BREAK的判定則由原本分為三級，改為分至七級。12月17日，maimai在中國國際動漫遊戲博覽會中登場，中國代理商精文世嘉稱其為舞萌，並且收錄了日本版沒有的5首中文歌曲。2013年2月，maimai在台北國際電玩展中登場，雖然當時日本的版本已經更新至maimai PLUS，但是由於當時台灣的機台仍然禁止採用自動連線模式來運行，因此登場的依然是初代maimai。

### maimai GreeN及GreeN PLUS（2013年7月至2014年9月）
2013年5月24日，在大田區產業廣場舉行的SEGA PRIVATE SHOW 2013 -SPRING-展覽中，maimai預告於2013年夏天更新為maimai GreeN，新增東方Project和動畫歌曲，並且設置朋友系統，亦增添maimile系統讓玩家購入歌曲或其他東西，同時首次採用Rating來反映玩家實力。7月11日，maimai正式更新為maimai GreeN，除了新增東方Project歌曲外，同時亦增加Jimmy Weckl、Shoichiro Hirata、Bīto Mario和ARM等作曲家的原創歌曲。11月22日，為了記念家用遊戲機世嘉土星發賣19週年，maimai在推出了由[H.]重新編曲的《世嘉土星起動音》（セガサターン起動音）。
2014年2月12日，SEGA宣佈maimai GreeN將會更新至maimai GreeN PLUS，新增了動畫《進擊的巨人》的主題曲《紅蓮的弓矢》、《偶像大師》的歌曲和《飆速宅男》主題曲，J-pop方面亦新增了組合SEKAI NO OWARI的《RPG》，而遊戲歌曲方面則有project575的《色彩豔麗的話語》（コトバ・カラフル）、《超音鼠系列》的《Windy Hill -Zone 1》和《人中之龍 維新！》的《鼓動》等等，而且在2月14至15日於千葉縣幕張展覽館舉行的日本娛樂博覽中可以提早試玩。2月26日，maimai GreeN正式更新至maimai GreeN PLUS，這次更新推出了變化更大的星條，而且亦增加BREAK SOUND和SLIDE SOUND等利用maimile購買的項目。3月23日，Hiro和光吉猛修前往沖繩縣出席與maimai玩家聚首的活動。3月31日，maimai新增了手機遊戲《鎖鏈戰記》主題曲《絆之物語》（》和任天堂3DS遊戲《英雄銀行》主題曲《賺錢吧！小麻煩英雄》（かせげ！ジャリンコヒーロー）。4月10日，maimai新增了小提琴家鐵平先生、音樂人Masayoshi Minoshima、聲優若井友希和鋼琴家Marasy等人，總共5首原創歌曲。5月15日，maimai新增了5首歌曲，分別是三首東方Project歌曲以及作曲家山根美智等人的原創歌曲兩首。5月23日，maimai為了慶祝FAMICOM名人高橋名人的生日而新增其主唱的一首歌曲。6月4日，SEGA宣佈在8月30至31日於東京國際展示場舉行以maimai歌曲為主的演唱會。翌日，SEGA宣佈將會在秋天推出maimai ORANGE。6月17日，適逢為《人中之龍》主角桐生一馬的生日，maimai因此新增了兩首人中之龍歌曲以及組合EXILE歌曲《VICTORY》。6月20日，maimai新增了超音鼠的聲效可供購入。7月17日，maimai新增了平井堅的《POP STAR》、月島KIRARI的《巴拉拉卡》和40mP的《活動小丑》等9首歌曲。

### maimai ORANGE（2014年9月－2015年3月）
2014年8月8日，SEGA宣佈參加maimai歌曲演唱會的人士將獲得入場限定CD，並且送贈襟章、毛巾和扇子，並且提供學生優惠，另外入場者可以抽籤試玩maimai ORANGE兩首未公開的歌曲，名額約40人。8月22日，maimai新增了搖滾樂隊Crush 40翻唱的Live & Learn和作曲家長沼英樹等人的5首作品。9月1日，maimai新增了音樂人DECO*27的《很久很久以前的今天的我》等3首VOCALOID歌曲，並且公佈將於9月18日更新至maimai ORANGE

### maimai ORANGE PLUS（2015年3月－2015年12月）
- 2015年3月19日改版。
- 移除部分初代系列歌曲。
- 新增難易度「Re:MASTER」。
- 選歌畫面新增作曲者名字。
- Track表示方式變更。各店可以自己設定Track數量（Track1→Track1/3、Track4→Bonus Track）。
- 成績結算時曲名會放得更大。
- 新增店鋪排名（Rating值），每週四更新一次，店鋪前三名會獲得店鋪排名徽章。
- 調整Collection畫面的移動速度，同時新增分類。
- Collection畫面中新增「NEW GET」分類，可查看近期獲得的新Collection。
- 在maimaiNET中設定為不顯示Rating值的時候，不影響實際的計算，只會在遊玩時隱藏該值。
- 開始遊戲時的「請按下按鈕。」新增了全新的動畫。

### maimai PiNK（2015年12月－2016年6月）
- 2015年10月13日公告、同年12月9日更新。
- 成績結算的同時，Rating就會立即發生變化。
- 因應玩家的增加與伺服器的負載量，大幅移除老舊的NamePlate、Frame、Icon、稱號。
- 移除BONUS TRACK。
- 「maiCHALLENGE」模式移除。ORANGE的各個Plate，將該段位曲全數獲得RANK S以上即可解鎖。
- 新增Slide初始點的Break按鍵形式。
- 新增結尾於不同處的變形Slide。
- 新增「MaiBerry」將maimile與music ticket再整合。
- 達成率等級些許調整。
  - 新增E、F、AAA、SSS評價。
  - 現在達成率97%為S、達成率99%為SS、達成率100%為SSS。
- 現在選擇歌曲後可以直接調整難度了。
  - 隨機選曲亦同。
- 「取消」功能新增。可以在遊戲開始前重複選取歌曲。
- 新增「Event Course」。
- 新增Challenge Track（獲得Great以下判定達一定次數即失敗）挑戰模式。
  - 最後一個曲目前全數評價為S以上，就會解鎖「Challenge Track」。
  - 成功通過的話，可以優先解鎖該歌曲於一般模式遊玩。一個月為直接解鎖的週期。
- ORANGE PLUS中需要由music ticket購買的歌曲現在都可以直接遊玩了。
  - Re：MASTER譜面，MASTER難度獲得RANK A以上評價即可解鎖。
- ☆×7以上的難度，新增「+」的細分難度，如：9+、10+、11+。。
- 部分歌曲類型整合。

### maimai PiNK PLUS（2016年6月－2016年12月）
- 2016年6月30日更新。
- Challenge Track生命值調整。PiNK為每週四提升1→5→50→100，本版本為每週一、週四提升1→5→10→20→50→100→300。一如既往，挑戰日28日後歌曲直接解鎖。
- 段位挑戰廢除。新增RATING5.00以上可以於第一曲目選擇的「段位認定」模式。
- 新增「EVENT」歌曲類型，顯示當前有活動的歌曲。
- FULL COMBO（包含ALL PERFECT、100%SYNC）的歌曲結束通知出現時、畫面中央的Combo、達成率、Score會先提早消除。
- 更新後的2016年7月7日，新增設定「Track Skip」功能。
- 新增結算畫面中的AA、AAA、S、SS達成率記數格，不再只有A與SSS。

### maimai MURASAKi（2016年12月－2017年6月）
- 2016年12月15日更新。
- 成績結算時的「Tap・Hold・Slide・Break」顯示，更新為「TAP・HOLD・SLIDE・BREAK」。
- 新增「宴會場」模式。可以遊玩各種特殊的譜面。
- 2人以上遊玩的時候，新增FEVER判定，只要沒有MISS就會增加FEVER，雙方都獲得FULL COMBO的話，就會獲得MAX FEVER標記。
- Rating計算方式大幅調整。
- MASTER譜面、Re：MASTER譜面現在只要「EXPERT難度以上獲得RANK S」就會同時解鎖。
- Challenge Track生命值調整，更新後每兩日都會提升1→5→10→20→50→100→300。挑戰日14日後歌曲直接解鎖。
  - 第三天後（LIFE 5），兩人以上同時遊玩，最大Rating 7.00以上的話，可以直接於第一首選取Challenge Track。
- 現在可以在一次遊戲中上傳多數歌曲。
  - 但，一次遊玩中上傳兩首以上的歌曲的話，只會留下最後一個上傳的歌曲。
- ADVANCED新增☆×9難度、MASTER新增☆×13難度。
- ORANGE PLUS更新時有新增Re：MASTER譜面，本更新也依照慣例有新增Re：MASTER譜面。

### maimai MURASAKi PLUS（2017年6月－2017年12月）
- 2017年6月22日更新。
- 玩家名稱由半形符號更改為全形符號。
- 「Event Course」由隨遊玩次數獲得獎勵更改為蒐集印章制。
- 「乙姫の部屋」新增。使用舞ZENNY。
- 移除購買畫面的確認手續。
- 新增MASTER難度未解鎖標示。
- 新增隨機設置功能，可以隨機設定的有：稱號、Frame、NamePlate、Icon。
- ADVANCED新增☆×9+難度、EXPERT新增☆×11+難度。
- 移除好友、店鋪、都道縣府排名，僅剩餘全國排名。

### maimai MiLK（2017年12月11日-2018年6月21日）
- 2017年12月11日更新。
- EVENT COURSE废止。以SURVIVAL COURSE（生存模式）取代。
- 「乙姫の部屋」移除。
- 新增了進入選曲畫面前的伙伴角色選取選單，有Ras（ラズ，拉兹）、Chiffon（シフォン，雪纺）、Salt（ソルト，莎露朵）可供選擇。
- 遊戲通貨改為CHEESE。
- 于两曲之间加入了提示画面。

### maimai MiLK PLUS（2018年6月21日 - 2018年12月12日）
- 2018年6月21日开始更新。
- 新增乙姬作为伙伴角色，初始等级和前作「乙姫の部屋」中的贡献相关。
- 新增Present Event（プレゼントイベント）系统，可以通过游玩获得的Points解禁头像等自定部件。
- 「SURVIVAL COURSE」新增难易度选择，某些「SURVIVAL COURSE」中通过最高难度可以提前解禁RE:MASTER难度。
- 某些MASTER曲目会限时开放，以S以上评价完成可以直接解禁。
- S以上的评价等级追加了 "+" 评价等级：S+ （98% 以上），SS+（99.50% 以上），SSS+（达成ALL PERFECT且BREAK项为满分）。

### maimai FiNALE（2018年12月13日 - 2019年8月31日）
- 2018年12月13日开始更新。
- 伙伴角色新增Shama（しゃま，夏玛）和Milk（みるく，米璐库）。
- 宴会场模式变为初期开启。
- 段位认定模式改名为FiNALE COURSE，且使用了新的段位（表段位和里段位）通过后也会使Rating上升。
- 新增PANDORA BOXXX模式，规则和Challenge Track相似。
- EXPERT新增☆×12+难度，MASTER/Re : MASTER新增☆×13+/☆×14难度。
- 為第1代機台最終版本，亞洲版將於2020/02/28 18:00後，終止ALL.NET連線服務（不再支援連線）。maimai.NET的服務也將在2020/03/31 18:00後結束（時間皆為GMT+9,JST）

## 新框体（日本版/海外版）

### maimaiでらっくす / maimai DX（2019年7月11日 - 2020年1月23日[a]）
- 日本地区于2019年7月11日开始运营，海外地區於2019年12月15日開始營運。
- 本作为采用ALLS HX2基板的全新框体，增加了耳机接口，原录像功能改为拍照。（與前作FiNALE使用不同的機體與系統）
- 框体新增卡片打印机配件，可以通过DELUXE PASS获得某些特别效果。（日本以外的海外版不包含此配件）
- FiNALE时期的大量特性废止，包括FiNALE COURSE，PANDORA BOXXX，伙伴等级和综合等级，宴会场等。
- 遊戲中的單一伙伴更改為5個角色，並根據遊玩的結果提升角色等級。
- 新增可在2-10分钟间自由选曲游玩的“自由模式”。
- 难易度「EASY」统合进「BASIC」中。
- 取消note得分，改为直接显示达成率。全部难度的最高达成率统一为101.0000%，评价等级「SSS+」变为100.5000% 以上可获得。
- 评价等级「E」「F」移除，新增「BBB」和「BB」。
- 新增NOTE：TOUCH和TOUCH HOLD
- 新增判定：CRITICAL PERFECT。判定区间相当于旧系列的2600分BREAK。
- 新增DX SCORE（でらっくスコア）。机制为：CRITICAL PERFECT得3分，PERFECT得2分，GREAT得1分，其他判定不得分。
- 旧「段位認定」模式变更为「オトモダチ対戦」，通过挑战其他玩家的记录来提升自己的段位评价。

### maimaiでらっくす PLUS / maimai DX PLUS（2020年1月23日 - 2020年9月16日）
- 日本地區於2020年1月23日開始運營，海外地區於2020年7月29日開始營運。
- 谱面等级改订。谱面定级从1-14更新为1-15。
- 乐曲分类改动；原ORIGINAL（原创）分类取消，新增maimai（舞萌）、オンゲキCHUNITHM（音击/中二节奏）两个分类，其它SEGA原创曲目被移动到GAME&VARIETY（其他游戏）分类。
- 增加旅伴锁定系统和部分设置项目。

### maimaiでらっくす Splash / maimai DX Splash（2020年9月17日 - 2021年3月17日）
- 日本地区于2020年9月17日开始运营，海外地区于2021年1月29日开始运营。
- 新增课题曲（Task Track）以及新版挑战曲（Perfect Challenge）。
- 跑图里程单位由米（m）改为千米（km）；适合选定区域的旅伴可行走2km，反之为1km；新增队长设定，队长可行走4km。
- 全曲难度定数再次调整。

### maimaiでらっくす Splash PLUS / maimai DX Splash PLUS（2021年3月18日 - 2021年9月15日）
- 日本地区于2021年3月18日开始运营，海外地区于2021年7月30日开始运营。
- 更新段位认定系统及票券系统；新增加速票用以加速跑图，FREEDOM MODE下可获得1.5倍加速票。
- 友人对战系统更新；以Class Point模式取代原有段位模式，分级由B5-LEGEND进行排列，共有26档，并使用Class Point升级。
- DX Rating结算方式调整，由35首该版本前曲目加15首新曲目合计而成，该版本前的段位分不再计入。

### maimaiでらっくす UNiVERSE/ maimai DX UNiVERSE（2021年9月16日 - 2022年3月23日）
- 日本地区于2021年9月16日开始运营，海外地区于2022年1月27日运营。
- 日本地区版本支持使用电子钱包支付。
- 友人对战系统更新；以赛季化方式进行对战。

### maimaiでらっくす UNiVERSE PLUS/ maimai DX UNiVERSE PLUS（2022年3月24日 - 2022年9月14日）
- 日本地区于2022年3月24日开始运营，海外地区于2022年7月28日开始运营。
- 新增邀请模式，开启该模式可在1p模式下邀请他人免费游玩BASIC难度的谱面。

### maimaiでらっくす FESTiVAL/ maimai DX FESTiVAL（2022年9月15日 - 2023年3月22日）
- 日本地区于2022年9月15日开始运营，海外地区于2023年1月19日开始运营。
- 选曲界面新增“随机选择”选项。
- “自由模式”下新增“快速重试”功能，使用此功能即可在歌曲游玩中途重新从头开始。
- 新增判定：BREAK HOLD、BREAK SLIDE、EX BREAK，并支持由多条路径组成的连续SLIDE。

### maimaiでらっくす FESTiVAL PLUS/ maimai DX FESTiVAL PLUS（2023年3月23日 - 2023年9月13日）
- 日本地区于2023年3月23日开始运营，海外地区于2023年7月27日开始运营。
- 新增“个人收藏乐曲”功能以及“对手查看”功能。
- 游玩画面上方的实时分数新增多种显示方式。
- “邀请游玩”新增Advanced难度可选。

### maimaiでらっくす BUDDiES/ maimai DX BUDDiES（2023年9月14日 - 2024年3月20日）[29]
- 新增双人游玩排行榜
  - 新增「SYNC」标志
- 复活“宴会场”玩法及其相关谱面，并且增加了可双人游玩的派对（“BUDDY”）谱面。该类型的谱面需要在2p模式下完成，且双方的谱面内容不同。同时，完成率变更为202.0000%，同时计算双方的完成率总和即为最终的完成率。[30]
- 在日本地区版本中，可以在玩家姓名中使用平假名和片假名；每玩十次maimai可以更改一次昵称。如有违背公理良俗的昵称，昵称将会被SEGA强行更改。
- 日本地区于2023年9月14日开始运营，根据SEGA的官方消息，国际版于2024年1月18日在港澳台、澳洲、印尼、韩国、新加坡等国家/地区开始运营，后续将于2024年1月20日开始在缅甸运营，并于2024年1月31日开始在马来西亚和菲律宾开始运营。[31][32]

### maimaiでらっくす BUDDiES PLUS （2024年3月21日 - 2024年9月11日）[33]
- 新增maiMILE商店与每周任务（Weekly Mission）在每周任务获取的maiMILE可以购买收藏品与加速票。
- 个人收藏乐曲可以在结算界面增加，新增收藏品喜好，模式与个人收藏相同，收藏数量最高为30。
- 游戏过程中若双方并非互为好友可以直接在机台上添加（可选择关闭这一功能）。
- 可以购买プレゼント增加与伙伴的好感度。

### maimai でらっくす PRiSM （2024年9月12日 - ）[34]
- 日本地区于2024年9月12日开始运营，国际版于2025年1月16日运营。
- 区域前进里程直到最后一TRACK才会进行结算
- 前进距离STOCK上限更改为999KM（1局游戏内的AP、FC、区域奖励乐曲的区域前进加成将会应用到本局内的所有乐曲）
- 如遇到课题曲、完美挑战而无法前进的情况下，可以透过通过一局内的任意一TRACK乐曲来进行区域前进
- 集章卡在选择之后，如果没有新的集章卡加入的情况下将默认一直签到当前选择的集章卡，直到新的集章卡出现或当前集章卡结束才可以选择其他的集章卡，或者在maimai NET中的设置改变选项。（也就是省去了选择过程）
- 旅行伙伴的背景将会随着觉醒次数的变化而变化
- 新增判定线种类PRiSM
- 喜爱乐曲增加了随机选择
- 新增了“按更新日”排序
- 国际版删除了部分歌曲，包括但不限于《夜に駆ける》、《Shooting Stars》、《MOON NIGHTのせいにして》、《VOLTAGE》、《veil》、《うっせぇわ》、《さんさーら！》、《only my railgun》、《お気に召すまま》、《いつかいい感じにアレしよう》、《二息歩行》。值得一提的是，这些歌曲中的部分歌曲早在同年9月4日就已经在华立科技代理的中国大陆版舞萌DX2024的更新中提前同步删去。
- 新增了部分歌曲，包括《葬送的芙莉莲》主题曲《勇者》以及《病み垢ステロイド》和《ダーリンダンス》等。

## 旧框体（中国大陆版）

### 舞萌（2012年12月17日-2014年11月1日或至今）
旧框《舞萌》由世嘉与上海精文投资公司合资建立的精文世嘉公司于2012年12月17日在中国大陆发布，其版本基于maimai的无印版本研发。
此后版本上并未更新，仅在乐曲更新上跟进于maimai GreeN，大体上没有改变原本基于初代maimai的软件架构。随后，由于精文世嘉倒闭注销，旧框体maimai（舞萌）于中国大陆境内在涉及该版本的一小部分更新之后，在中国大陆境内没有后续官方更新。在精文世嘉注销后，当时绝大多数中国大陆旧框的舞萌停留在了这一版本。精文世嘉后于2014年11月1日终止了对《舞萌》的网络服务，这导致旧框《舞萌》在中国大陆逐渐消失，或被不同程度非法改装。《舞萌》在中国大陆境内无更新的这一局面一直持续至《舞萌DX》推出以后。

## 新框体（中国大陆版）

### 舞萌DX（2019年12月5日 - 2021年5月20日）
- 中国大陆地区于2019年12月5日开始铺货。
- 本作为采用ALLS HX2基板的全新框体，增加了耳机接口，原录像功能改为拍照。（與前作FiNALE使用不同的機體與系統）
- 与日本版/海外版不同，中国大陆版机台无法通过刷卡进行玩家账号登录，需通过微信公众号生成的二维码来登录。
- FiNALE时期的大量特性废止，包括FiNALE COURSE，PANDORA BOXXX，伙伴等级和综合等级，宴会场等。（宴会场已于2024年的更新中恢复）
- 遊戲中的單一伙伴更改為5個角色，並根據遊玩的結果提升角色等級。
- 难易度「EASY」统合进「BASIC」中。
- 取消note得分，改为直接显示达成率。全部难度的最高达成率统一为101.0000%，评价等级「SSS+」变为100.5000% 以上可获得。
- 评价等级「E」「F」移除，新增「BBB」和「BB」。
- 新增NOTE：TOUCH和TOUCH HOLD
- 新增判定：CRITICAL PERFECT。判定区间相当于旧系列的2600分BREAK。
- 新增DX SCORE（中文：DX分数）。机制为：CRITICAL PERFECT得3分，PERFECT得2分，GREAT得1分，其他判定不得分。
- 新增“友人对战”，通过挑战其他玩家的记录来提升自己的段位评价。

### 舞萌DX 2021（2021年5月 - 2022年6月）
- 版本號CH1.11
- 中国大陆地区于2021年5月20日开始运营。此版本更新的曲库和区域对应日本版/海外版中DX PLUS和Splash两个版本。
- 谱面等级改订。谱面定级从1-14更新为1-15。
- 乐曲分类改动；原ORIGINAL（原创）分类取消，新增maimai（舞萌）、オンゲキCHUNITHM（音击/中二节奏）两个分类，其它SEGA原创曲目被移动到GAME&VARIETY（其他游戏）分类。
- 增加旅伴锁定系统和部分设置项目。
- 中国大陆版本“舞萌DX 2021”于2021年9月17日在CH 1.11-C版本中增加“咻哇咻哇”区域，即后续Splash版本的起始区域，但并未更新Splash版本的界面及设定；与此同时日本地区开始运营UNiVERSE版本、海外地区亦已进入Splash PLUS版本，故此后中国大陆的版本更新进度与日本版及海外版存在较大差异。

### 舞萌DX 2022（2022年6月 - 2023年6月）
- 版本号CH1.20
- 中国大陆地区于2022年6月23日开始运营。此版本截至目前更新的曲库和区域对应日本版/海外版中Splash PLUS和UNiVERSE两个版本。但与“舞萌DX 2021”相同的是，“舞萌DX 2022”仍然未在软件层面上进行大版本更新。
- 友人对战可同时显示对手强度和玩家名。

### 舞萌DX 2023（2023年6月 - 2024年6月）
- 版本号CN1.30（自舞萌DX2023起版本号前缀由Ver.CH变更为Ver.CN）
- 此版本更新较大，软件层面基于maimai DX FESTiVAL，自2019年稼动起舞萌DX首次在软件层面上进行大版本更新（舞萌DX/舞萌DX2021/舞萌DX2022仍基于无印版本修改）
- 新增特性方面与maimai DX国际版并无二致，但在内容方面（如其他角色语音包）方面进行了阉割。所有软件内语音均采用中配版迪拉熊（でらっくま）的语音素材。
- 中国大陆地区于2023年6月8日开始运营。[36]

### 舞萌DX 2024（2024年6月 - 2025年6月）
- 版本号CN1.40-A（USB升级版本为CN1.40，但由于集章卡出现bug，需要执行在线升级以修复[37]）。
- 此版本软件层面基于maimai DX BUDDiES。
- 新增特性除Rival功能外（即在选择歌曲时，封面旁边将显示好友达成率），与国际版并无二致。迪拉熊以外的所有角色（含乙姬、拉兹、雪纺、纱露朵、夏玛、咪璐库）均新增语音（此前这些角色在中国大陆并没有语音），所有角色的语音除迪拉熊为中文语音外，其余均为日语语音。
- 中国大陆地区于2024年6月6日开始运营。[38]

### 舞萌DX 2025 （2025年6月11日 -）
- 版本号CN1.51-C（USB升级版本为CN1.50，6月11日更新版本为CN1.50-A，6月14日更新版本为CN1.50-B，6月23日更新版本为CN1.50-C[39]。预计后续将更新到CN1.51-C，需要店家在完成U盘手动操作后再次进行自动更新操作）。[40]
- 此版本软件层面基于maimai DX PRiSM。[41]
- 中国大陆地区于2025年6月11日开始运营。
- 由于此次更新涉及系统稳定性的重要更新，所有放置舞萌DX的店铺需要向华立科技官方进行登记，获取机台更新专用U盘并对机台进行部分手动操作，才能完成相应机台的此版本更新。未及时登记的店铺可能并不能及时在6月11日完成升级。[42]
- 游戏翻译得到进一步强化，如每首歌曲的结算界面“DX RATING”翻译为“DX评分”、“TRACK”翻译为“曲目”、“ALL PERFECT”翻译为“完美无缺”、“CLEAR”下增加“通关”注释等。其中的部分翻译译法在先前的精文世嘉时期就有过使用。不过，上述翻译也引发了不少玩家的争议。华立科技舞萌运营组先是在6月10日表示将在6月23日的更新中调整翻译内容[40]；6月21日时又称，原有的汉化修复包将于23日重新开放下载，上线时间取决于机台的下载进度[39]。
- 新增“每周任务”和“舞里程商店”，玩家可在每周任务获取“舞里程”，并在舞里程商店兑换部分游戏中的虚拟物品或道具。
- “我的收藏”以及“随机选择”升级，玩家可收藏更多歌曲甚至是收藏品，还可从玩家自主收藏的歌曲中随机选择歌曲。
- 游戏中的新道具“礼物”上线。玩家可通过这一功能向maimaiDX中的登场角色（如迪拉熊、莎露朵等）送出礼物，并得到惊喜回馈。
- 新增“派对区域2”、“主播女孩重度依赖区域”等乐曲区域。同时也增加了部分与《中二节奏》联动的乐曲。
- 增加传导乐曲《IF:U》。
- 新增多达十几首乐曲可供玩家游玩，包括由YOASOBI创作的日本动画《我推的孩子》主题曲《アイドル》等。
- 增加部分集章卡，玩家通过该卡可获得maimaiDX的登场角色拉兹（Ras）Buddies形态下的搭档。
- “宴会场”增加部分宴谱面。同时，由于汉化，“宴会场”三字在本次更新中转化为简体字。
- “对手分数”功能回归，上一版本中尽管内置了此功能，但不知何故，并未启用。不过，目前国服不能像国际服和日服一样，在maimai DX NET中将已有的好友添加为对手；只能在上机进入游戏后的添加好友界面处，在添加对方为好友的同时，将对方设为对手。
- 部分在先前被删除的原创区域复活，包括universe时期的宇宙空间站区域等。此外也有部分原创区域在此次更新中遭到删除，包括节日区域、天界区域3等。
- 游戏内多个伙伴集章卡（包括莎露朵（ソルト）等五位角色）在此次更新被删除，玩家可以在本次版本新推出的“舞里程商店”购买这些伙伴。此外也有部分其他类型的集章卡也遭到删除。
- 在WEC华立电竞2024年电竞比赛上的舞萌DX比赛项目中（无论是公开组还是女子组）获得五大赛区之任一赛区的赛区总冠军的、或者是全国总冠军的玩家，在本次更新后将获得冠军专属姓名框。符合上述条件的玩家可自愿决定是否使用该姓名框。[43]
- 在舞萌机台的其中一侧屏幕被单人游玩时，另一侧无人游玩的屏幕上的“游戏结束前请稍作等待哦”及其英文提示语，显示形式由先前的滚动调整为基于静止的闪烁。
- 在单人游戏时，若当前时间距离设置的关店时间小于1小时，则在另一侧屏幕上会显示“还有xx分钟游戏报名就要结束了”的提示语。先前的版本中仅在机台处于待机闲置状态时，在标题界面显示。